# 公車專用道

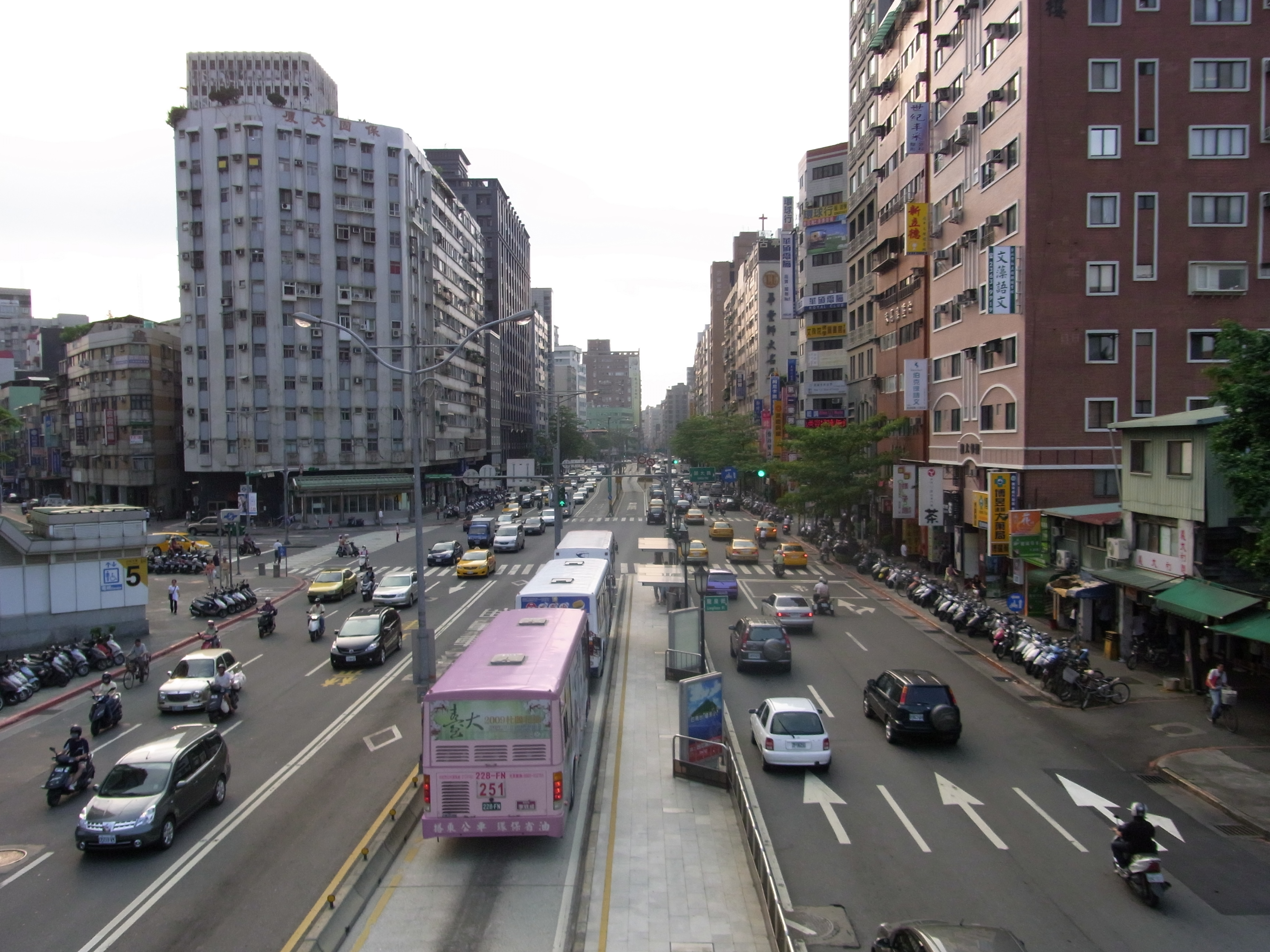
臺北市羅斯福路中央的公車專用道

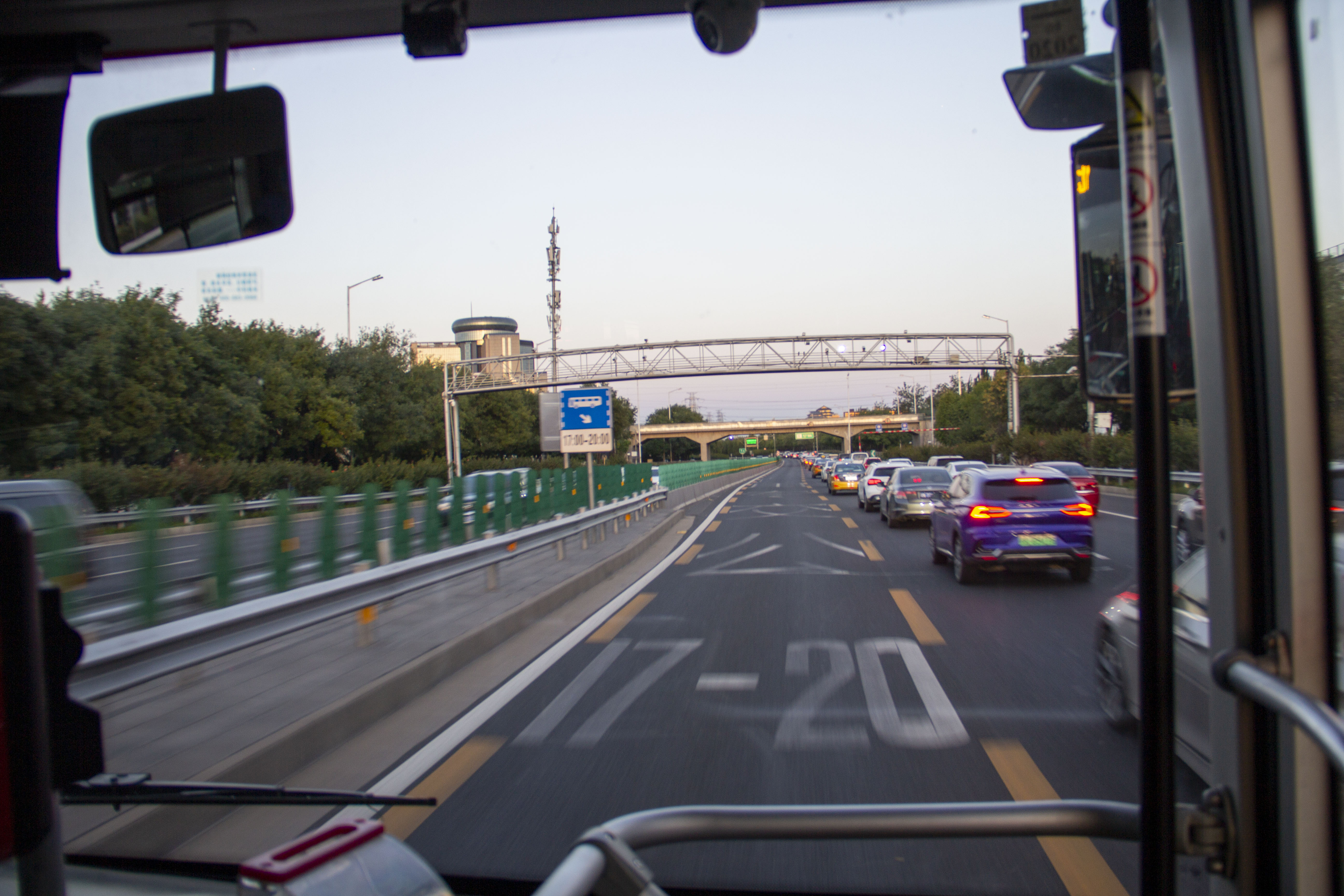
京通快速路的公交专用道。高峰时期，私家车拥堵，公交车可以快速通行。

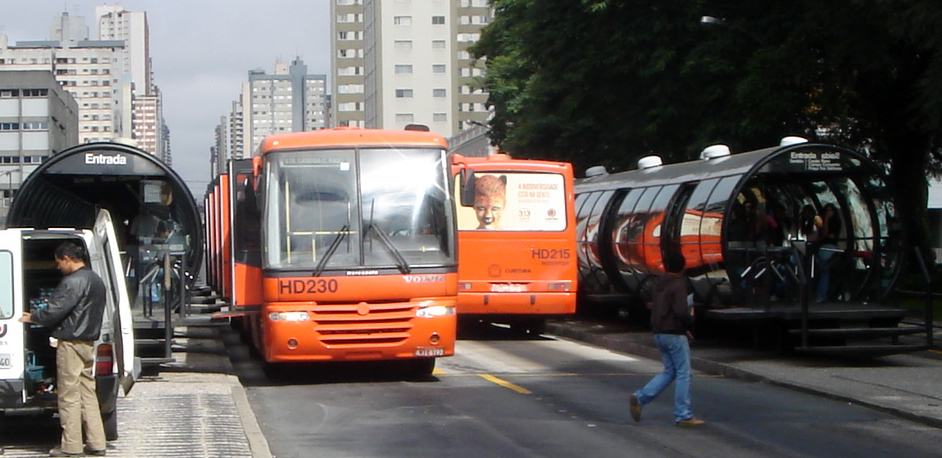
巴西庫里奇巴的公車捷運和公車專道

公車專用道屬於專用路權的一種，在普通道路隔出專用線道，僅提供公共汽車和无轨电车行駛。

## 簡介
有些城市（例如臺北）另加設柵欄隔絕公車及其他車輛，以防止意外事故。
在香港，巴士專線的設立主要是讓公共汽車在交通繁忙時仍有專屬車道，以保障公共交通工具的運輸能力。在日本名古屋，也有巴士與輕軌結合的公車專用道，簡稱導軌巴士（Guideway）。在中國大陆，是否設置公車專用道往往和當地的交通狀況有密切關係，因此有些城市在交通流量較大的道路上會劃分出公車專用道，例如深圳羅湖車站附近。臺灣因為尚未存在公車捷運（BRT）的相關法令，只能援用公共汽車的法條，因此其專用道也被歸類為公車專用道。
公車專用道可依時段啟動，例如香港和新加坡的某些專用道在指定的交通繁忙時間以外，允許其他車輛通行；在臺北的指定開放時段則為凌晨0時至5時。
某些地方的公車專用道與自行車共用，也有允許公車以外的大客車（如遊覽車、學校或公司行號的專車等）使用。

## 各城市的公車專用道

### 臺北市
臺北市公車專用道始於前臺北市市長黃大洲任內，後歷任市長們則大幅擴充，歷經一些修正。

臺灣道路交通標誌遵25：道路指定大客車專行
臺灣道路交通標誌遵28：車道指定大客車專行
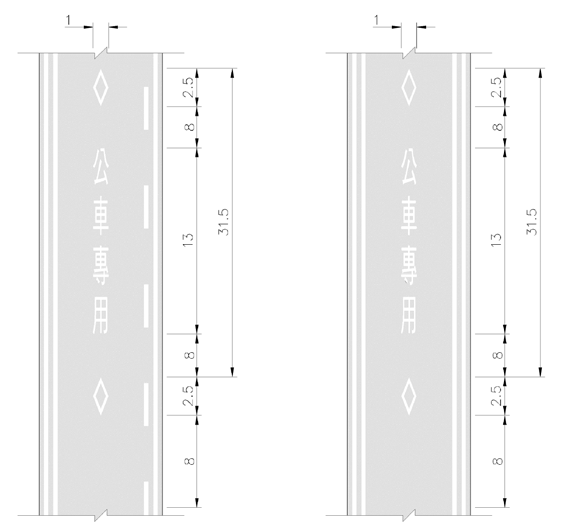
臺灣禁制標線：公車專用車道線
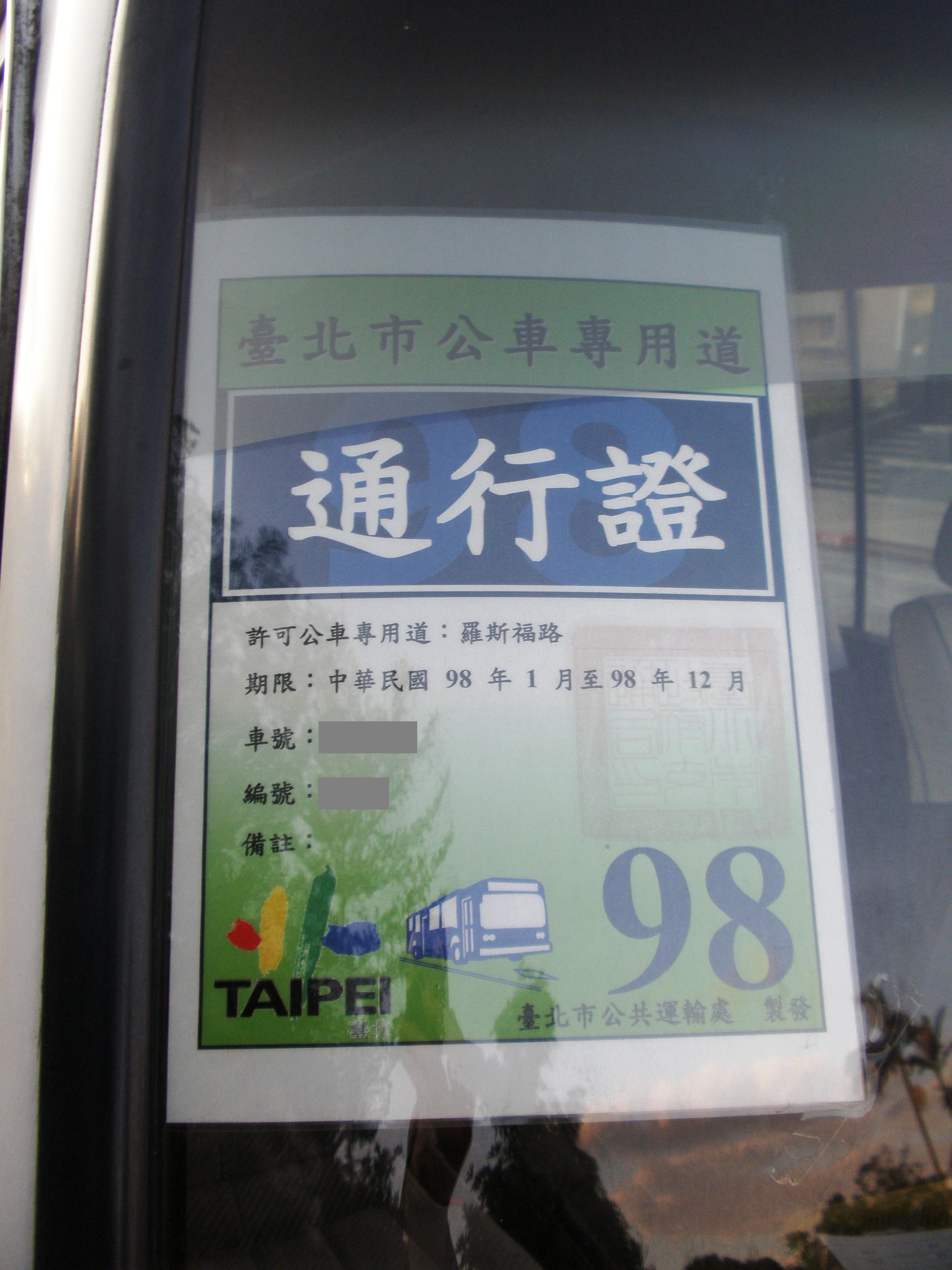
羅斯福路公車專用道通行證

分布
依據臺北市政府交通局交通管制工程處，該市有以下公車專用道：
（未註明著除逆向道外，啟用時間均為05:00～24:00，其餘時間均開放其他車輛駛入，但若是設在快車道或是路段有其他規定則同樣會禁行機慢車）
臺北市目前使用中的公車專用道
- 松江路─新生南路
  - 松江路（內側快車道，雙向順向，民權東路至渭水路）
  - 新生北路（內側快車道，雙向順向，渭水路至八德路）
  - 新生南路（外側快車道，雙向順向，忠孝東路至和平東路
- 敦化南路、敦化北路（外側快車道，南向順向，民權東路至信義路）
- 民權東路、民權西路
  - 民權東路（內側快車道，雙向順向，敦化北路至中山北路）
  - 民權西路（內側快車道，雙向順向，中山北路至延平北路) ※包含臺北橋民權引道
- 南京東路（內側快車道，雙向順向，中山北路至三民路）
- 仁愛路
  - 延伸段（外側快車道，雙向順向，逸仙路至敦化南路）
  - 單行道段（外側快車道，西向順東向逆，敦化南路至中山南路）
- 信義路（外側快車道，東向順西向逆，基隆路至中山南路）※2020年6月起，東向改為00:00～24:00不開放其他車輛駛入
- 重慶北路（內側快車道，雙向順向，酒泉街至南京西路）
- 中華路（內側快車道，雙向順向，忠孝西路至愛國西路）
- 羅斯福路（內側快車道，雙向順向，寧波東街至興隆路）※登記為大客車專用道
- 新光路（內側快車道，雙向順向，新光路臺北市立動物園前圓環至污水處理廠迴轉道；捷運動物園站及貓纜動物園站公車站範圍）※東北向多一條大客車專用道
- 玉門街 民族西路-酒泉街 全車道 雙向、順向

未登記在臺北市政府交通局交通管制工程處網站的公車專用道
- 經貿二路（經貿二路路口─研究院路路口）（轉彎專用）
- 信義快速道路（內側快車道，雙向順向，信義端至萬芳交流道）※登記為計程車大客車專用道，24小時限制
- 中山高速公路臺北交流道（入口匝道慢車道，南下順向，交流道範圍）※登記為大客車專用道，24小時限制
- 福爾摩沙高速公路南港系統交流道（南下出口匝道外側車道）※登記為大客車專用道，24小時限制
- 臺北車站東側門道路（慢車道，南向順向，公車站範圍）※登記為大客車復康巴士專用道，24小時限制
- 新生高架道路（外側車道，南向順向，大直上橋匝道至民權下橋匝道）※登記為大客車專用道
- 八德路四段（內側車道，西向順向，松山車站、松山轉運站進站專用道）
- 文林路 (基河路－中山北路口，捷運劍潭站北側，東南向全車道）

臺北市過去曾實施及建造完成未啟用，但現在已經取消或拆除的公車專用道
- 忠孝東路、忠孝西路（內側快車道，雙向順向，林森南路至館前路，建成未啟用，已全數拆除）
- 中山北路，自民族西路口，南接中山南路，曾經實施上午七時到九時，以及下午四時至七時臨時公車專用道。[3]
- 民族東路於花博期間曾經實施假日逆向臨時公車專用道。

### 新北市
- 板橋區新北萬坪都會公園文化路側(慢車道，東北向順向)
- 石碇區蔣渭水高速公路石碇交流道北上入口匝道 ※不定時開放

公車優先道
- 新莊區思源路(內側車道，北向順向，大漢橋引橋至新北大道)

### 宜蘭縣
- 宜蘭市民權幹道內側車道及左轉車道（宜蘭轉運站）※登記為大客車專用道
- 礁溪鄉礁溪路六段左轉車道（礁溪轉運站）※登記為大客車專用道
- 蘇澳鎮 台9線蘇花改南下蘇澳隧道—蘇澳地磅站（隧道內為大型車車道，隧道出口後為大客車專用道）
- 蔣渭水高速公路宜蘭—頭城北上路肩（前段為優先道頭城交流道內為獨立專用）
- 蔣渭水高速公路頭城交流道、宜蘭交流道、羅東交流道各北上入口匝道

### 臺中市
|   | 道路     | 位置         | 方向     | 範圍               | 狀態   | 備註 |
| - | -------- | ------------ | -------- | ------------------ | ------ | --- |
| 1 | 福安路   | 內側快車道   | 南向順向 | 福科路至臺灣大道   | 已塗銷 | 僅統聯客運運行 |
| 2 | 臺灣大道 | 快車道最右側 | 雙向順向 | 臺中車站至静宜大學 | 使用中 | 1. 臺灣大道一段全段與臺灣大道朝馬路口（黎明陸橋）~臺灣大道安和路口未畫設 2. 原本為臺中市快捷巴士藍線之專用道，2015年7月7日快捷巴士停駛後改為開放市公車行駛。 |

### 嘉義市
（啟用時間均為06:00至24:00，其餘時間均開放其他車輛駛入，但若是設在快車道或是路段有其他規定則同樣會禁行機慢車）
- BRT公車捷運專用道系統
  - 高鐵大道（高鐵五十米聯外道路，嘉義市段又稱為特1號道路，為一條為BRT所開闢的道路）（內側快車道，雙向順向）※實施優先號誌
  - 世賢路（內側快車道，雙向順向）※實施優先號誌，登記為大客車專用道
  - 自由路（內側快車道，雙向順向）※登記為大客車專用道

過去曾經實施但是現在已經取消的專用道
- 一般公車專用道
  - 垂楊路（內側快車道，雙向順向）※登記為大客車專用道

### 高雄市
- 成功路（外側第二車道，雙向順向，新光路─時代大道）※登記為大眾運輸專用道（公車、大客車、計程車；07:00至09:00，17:00至19:00）

### 澳門
- 媽閣至林茂塘時限性巴士專道：於2016年5月7日起試行

### 香港
香港的巴士專用綫（Bus Only Lane）起源於1974年，主要在繁忙路段和巴士站及總站附近設立。由於香港地少人多，故某些路段的巴士專綫祇限特定時段實施，或設有某種情況例外，而專綫長度由10公里以上至約10米也有，實在需要駕駛人士的高度自律和警覺性，才可以讓巴士專綫提供最高效率。截至2008年3月11日止，香港共有64條巴士專綫，遍佈香港島、九龍、新界各區。

#### 港島區
- 半山區巴士專綫：1974年4月16日起實施，地點位於堅道西行線、介乎西摩道與柏道一段般咸道西行線、柏道東行線及介乎柏道與馬己仙峽道一段羅便臣道。
- 英皇道巴士專綫：1982年起實施，位於介乎銅鑼灣銀幕街與北角渣華道一段英皇道東行線，但前往該區或持有許可證者不在此限。
- 香港仔至灣仔跨區巴士專綫：1997年8月23日起分階段實施此試驗計劃，第一階段在黃竹坑道和摩理臣山道指定路段；第二階段於1998年3月實施，為解決灣仔道、菲林明道及軒尼詩道交界（大佛口一帶）擠塞，劃出巴士專綫由天樂里左轉軒尼詩道西行線，及軒尼詩道東行線經分域街左轉莊士敦道駛往灣仔道。
- 堅拿道巴士專綫：位於原為運河的灣仔鵝頸橋下，供東區前往南區和九龍的專利巴士使用。
- 銅鑼灣軒尼詩道：介乎波斯富街與堅拿道一段軒尼詩道西行慢線，方便巴士駛入堅拿道巴士專綫。
- 灣仔分域街：介乎軒尼詩道與駱克道一段分域街北行線劃為巴士專綫，巴士可經駱克道及軍器廠街天橋前往灣仔北。
- 灣仔鴻興道：由鴻興道進入紅磡海底隧道一段路面，供駛經路線及因其他道路擠塞而改道的巴士路線使用。
- 銅鑼灣波斯富街：介乎軒尼詩道與禮頓道一段南行慢線，便於交通管理。
- 銅鑼灣告士打道：位於告士打道西行線近堅拿道天橋支路旁，僅有一輛巴士的大約長度，是香港最短的巴士專綫之一，方便巴士駛經前方行車天橋或杜老誌道前往九龍區。

#### 九龍區

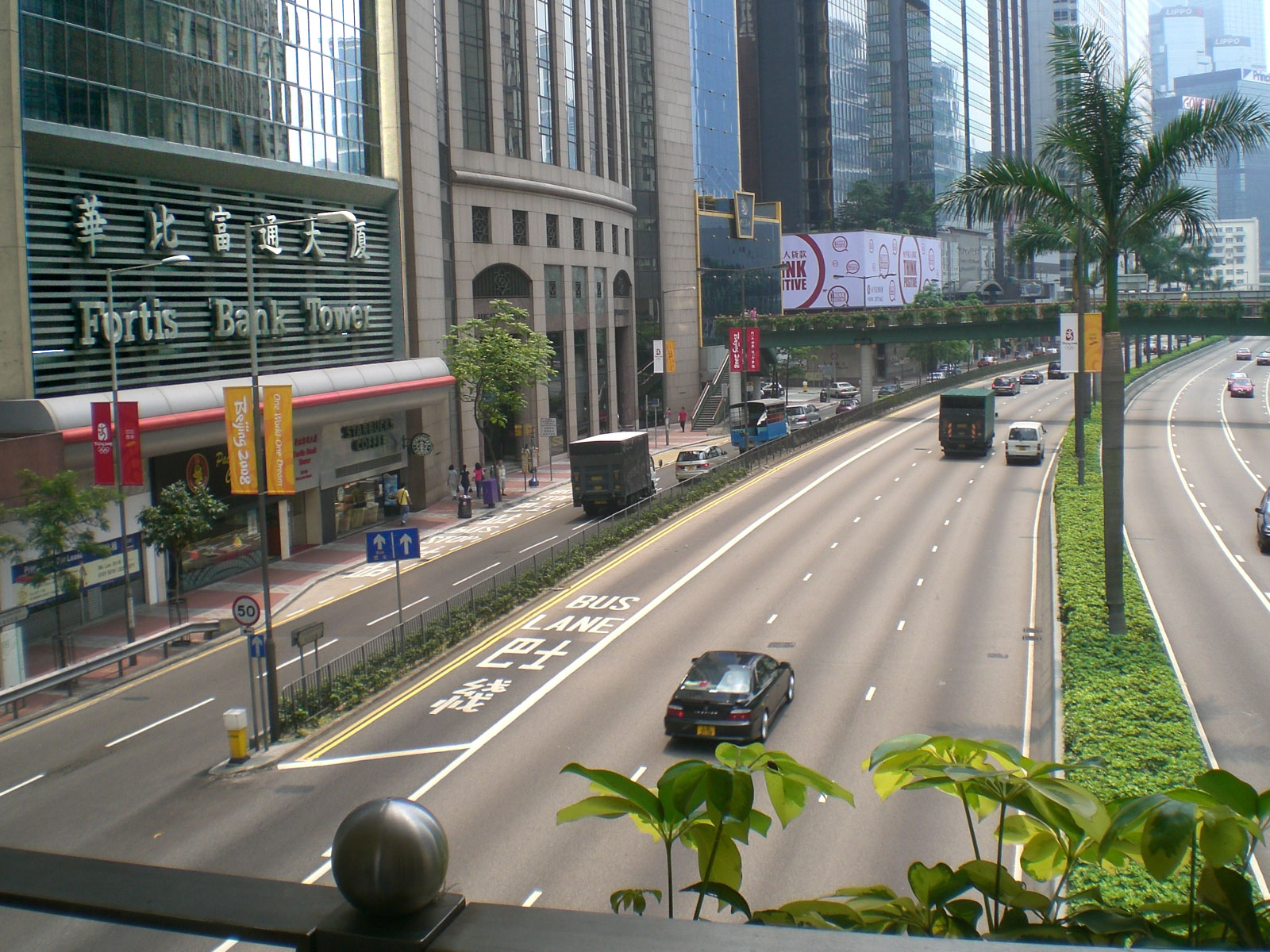
香港巴士專綫

- 紅磡康莊道：巴士可以利用漆咸道北中線左轉康莊道巴士專綫前往尖東或港島區，以避過慢線的交通擠塞。
- 土瓜灣土瓜灣道：介乎新碼頭街至浙江街一段南行線最左線，以及馬頭圍道／土瓜灣道介乎石塘街至上鄉道一段北行線最左線，在平日早上8時至10時，以及下午5時至7時只准巴士使用，公眾假期除外。
- 獅子山龍翔道：原理跟康莊道相同，巴士可以利用龍翔道中線左轉支路的巴士專綫前往沙田，越過慢線的交通擠塞。
- 彩虹通道：介乎彩虹道與太子道東一段東行線，只准巴士通行。
- 彩虹邨斧山道：彩虹邨錦雲樓對開一段斧山道南行慢線，方便巴士駛入彩虹道前往新蒲崗。
- 藍田鯉魚門道：匯景花園平台下一段鯉魚門道東行慢線，以免其他車輛停泊造成阻塞。
- 觀塘物華街：物華街往協和街北行支路的最右線上，通往觀塘（月華街）巴士總站。巴士總站因觀塘市中心重建項目而重建成觀月·樺峯後，本專線已經消失。
- 西九龍走廊：介乎欽州街與詩歌舞街一段西九龍走廊南行慢線，於平日早上實施，主要為新界開往尖沙咀的晨早特別線而設定。
- 旺角彌敦道：介乎太子道西與窩打老道一段彌敦道南行慢線，在指定範圍內嚴禁其他車輛駛入或停泊。
- 石硤尾南昌街：石硤尾邨商場對開一段南昌街南行線，其他車輛須改用石硤尾街。
- 深水埗南昌街：從石硤尾南昌街南行線前往元州街及汝州街的兩個路口，均設定為巴士專綫。
- 深水埗欽州街：從北行線右轉往荔枝角道東行的路口，設定為巴士專綫。
- 深水埗長沙灣道：2000年代初計劃的屯門－葵涌－尖沙咀交通走廊中，只有九龍長沙灣道獲顧問公司研究支持設立巴士專綫，其中包括長沙灣道東行快線右轉欽州街南行線。
- 觀塘新清水灣道：新清水灣道東行右轉利安道的快線為巴士專綫，只准巴士由新清水灣道東行直接右轉利安道。

#### 新界區
- 屯門公路：1995年3月25日起實施，介乎於掃管笏與深井交匯處一段屯門公路東行慢線，在平日早上7時30分至9時30分不准巴士以外車輛駛入，長度是香港巴士專綫之冠。巴士公司在專綫實施不久後，為旗下有關路線增派三軸巴士行走，以及增設兩條全新綫路，以求為通勤者帶來更高效益。
- 獅子山隧道：介乎沙田新翠邨與獅子山隧道沙田入口之車公廟路、紅梅谷路及獅子山隧道公路南行慢線，在約1988年被劃為巴士專綫，平日早上7時30分至9時30分及下午4時正至7時正只准巴士駛入。駛經沙田路及新田圍邨對開一段獅子山隧道公路前往九龍的70X線、72X線、74A線、270A線、271線及281A線，更可在該段時間內視乎交通情況利用巴士專綫前往九龍。隨着沙田區的道路網絡四通八達，以上綫路已很少專程使用巴士專綫。
- 大老山隧道：介乎沙田圍路與小瀝源之間一段小瀝源路東行快線及大老山公路支路南行線，在2000年代初劃為巴士專綫，部份原本利用大老山公路直接前往大老山隧道的巴士路綫也可使用。
- 沙田大埔公路：由沙田鄉事會路經大埔公路進入沙田市中心巴士總站的一段支路。
- 元朗擊壤路：位於元朗（西）巴士總站對面一段擊壤路南行線，一律祇准巴士行駛，其他車輛須利用元朗安寧路及媽廟路；另外，青山公路－元朗段東行只准巴士右轉擊壤路，其他車輛須利用豐年路、教育路、元朗體育路掉頭返回青山公路西行線前往。
- 葵涌荔景山路：位於清麗苑對面荔景山路（九龍方向）慢線。
- 青衣青衣碼頭：位於青衣碼頭巴士總站內。

### 上海
1998年，上海開始建設公交专用车道。2005年，首批20公里公交专用道建成並投入使用。不過上海的公交专用车道建成後時常被其他車輛佔用。

### 北京
1997年6月25日，长安街开通北京市首条公交专用道。2010年代后，三环路、京藏高速（北郊农场桥-马甸桥）和京港澳高速（宛平桥-六里桥）公交专用道相继启用，但由于专用道并非连续成网、公交本身在专用道上的行驶速度过低等问题，整体运行效果不佳。

### 南昌
2011年9月22日开通公交专用道，然而9个月过后效果并不理想。
- 阳明路
- 八一大道
- 井冈山大道
- 洪城路
- 解放西路

### 南通
2011年7月10日开通公交专用道。

### 紐約市
依據紐約市交通規則（New York City Traffic Rules） 第4-12（m）段，標誌標示巴士車道（bus lane）限制時，其他車輛(vehicle) 駕駛員不得在管制時段行駛巴士車道，除非是以安全方式向右轉，避免與其它交通衝突，或者依照警察特定指示；但在曼哈顿麥迪遜大道42街至59街之間的巴士車道有特別規定。

### 广州市
道路最右侧的一条车道为公交专用道，非公交车辆在公交专用道专用时段（7时至9时及17时至19时）内不得占用公交专用道行驶，车辆临时占道出入或军车、警车、消防车、救护车、工程救险车在执行紧急任务时可以除外。

## 道路影響
公車專用道的設置會為道路交通帶來影響。例如專用道或公車路線的設計不當，讓公車在整個馬路上交錯，可能導致公車必須穿越其它車道才能開進專用道，動線互相干擾。另外，因為公車在專用道上時常需要加速或煞車，所以需要改用剛性路面水泥混凝土鋪設，才不會磨損路面造成積水。
除了專用道本身的設計以外，交通號誌也會對專用道造成影響。舉例來說，在靠右行駛的國家或地區，公車在公車轉用道上左轉時需要等候專用燈號放行才可以左轉，但這樣會對專用道的動線造成阻塞。因此路線上需要做修正，以提高運輸效率。
許多公車公司是讓司機薪資隨載客量增加，而這樣的標準遇到公車專用道很容易造成災難，因為公車專用道大多是在紅綠燈前設站，而公車司機會故意在綠燈時停車等待紅燈，以增加載客量，而大幅減少所有公車的速度，因此必須要求公車公司以整體交通利益為調薪標準；而低底盤公車的好處在公車專用道上很明顯，因為減少上下車時間，進而減少後方公車被迫等待紅綠燈的情況。
在某些情況下，公車司機可能為了增加載客量而刻意在車站前等到紅燈，或以低速緩慢前進，也會造成公車專用道的運輸效率低落。而如果道路載客需求過多，勢必造成專用道上車滿為患，後方的公車無法同時通過路口的綠燈。解決之道包括改行車站收費的公車捷運系統、改採低底盤公車減少上下車時間，在道路夠寬的前提下加寬公車專用道，在一些路線可以採取高架或地下道路行駛等。對於「無法同時通過路口的綠燈」的問題，可考慮調整紅綠燈秒數及時相，但也可能造成交通衝擊。
在公車專用道運量不足時，改採輕軌甚至高運能的捷運系統是最常見的選項；另一個選項是將公車專用道及車站高架化，這樣的成本雖然高，但是可以獲得更高的運量，這種系統也有車輛可以開下高架道路的好處，彈性高於不能駛離軌道的輕軌及捷運；而採用多節巴士也是增加運量的選項，因為多節巴士可以在更短時間內通過綠燈，但多節巴士不易轉彎，導向巴士技術在未來有機會成為良好的方案，但目前導向巴士技術尚未有共通標準。

## 外部連結
- 大眾運輸使用道路優先及專用辦法─（臺灣）全國法規資料庫
- 台中市公車專用道系統規劃與設置可行性研究（文中提到台北市公車專用道相關資訊）